# Louis Le Prince
Louis Aimé Augustin Le Prince (Metz, 28 d'agost de 1842, desaparegut el 16 de setembre de 1890) fou un inventor considerat per molts historiadors el vertader pare de les imatges en moviment, qui va configurar les primeres imatges preses en "pel·lícula de paper" mitjançant un senzill sistema de projecció que incloïa una càmera de setze lents, dos rodets de pel·lícula - recentment patentats per George Eastman, fundador de l'empresa Eastman Kodak Company - un petit projector i un estereoscopi.

## Vida
Louis Le Prince va néixer a Metz, França, el 28 d'agost de l'any 1842. El seu pare era comandant d'artilleria de l'exèrcit francès i oficial de la Legió d'Honor. Le Prince va créixer passant temps a l'estudi d'un amic del seu pare, el pioner de la fotografia Louis-Jacques-Mandé Daguerre, de qui va rebre lliçons de fotografia.
Respecte als estudis, Le Prince va estudiar pintura a París i, més tard, va mudar-se a Alemanya per estudiar fisica i quimica a la Universitat de Leipzig; aquests darrers estudis foren els que li proporcionaren el coneixement acadèmic que el faria triomfar en un futur.
L'any 1866 es va traslladar a Leeds (West Yorkshire, Regne Unit) arran de la invitació rebuda per l'enginyer John Whitley, de qui es va fer amic a la universitat i que era un dels fundadors de la companyia Whitley Partners (destinada a la fabricació de vàlvules i altres components), a la que Le Prince va començar a treballar com a dissenyador. L'any 1869, Le Prince va contraure matrimoni amb la germana de Whitley, Elizabeth, la qual exercia de ceramista.
Durant la Guerra francoprussiana, Le Prince va passar pel setge de París com a oficial de voluntaris. Quan va tornar a Anglaterra l'any 1871, va obrir una escola d'arts aplicades juntament amb la seva dona a Leeds. Le Prince va començar a esdevenir conegut pel seu treball de fixació de fotografies en color sobre metall i ceràmica, la qual cosa el va portar finalment a la realització de importants retrats, com per exemple, el de la Reina Victòria o el del primer ministre William Ewart Gladstone. Aquestes obres van ser incloses en una càpsula del temps fabricada per Whitley Partners i que va ser col·locada en una de les Agulles de Cleopatra, situada al marge del riu Tàmesi.

L'any 1881, Le Prince va anar als Estats Units com a agent de la companyia Whitley Partners. Un cop se li va acabar el contracte, va romandre a aquest país amb la seva família. Va ser llavors quan va esdevenir gerent d'un petit grup d'artistes que es dedicaven a realitzar gran panorames que eren exhibits a grans ciutats com Nova York, Chicago i Washington DC. Va ser en aquest període quan l'interès de Le Prince per les imatges en moviment, les quals ja li havien començat a cridar l'atenció des que Eadweard Muybridge va publicar el seu treball del "cavall en moviment", es va accentuar considerablement. Le Prince va duu a terme els seus experiments relatius a la producció de moviment en les imatges als tallers de l'Institut de Nova York per a Sords, on la seva dona impartia classes.
Entre els anys 1886 i 1888, Le Prince va aconseguir patentar una càmera que utilitzava setze lents diferents,és a dir, que tenia la capacitat de fer setze fotogrames per segon, la qual cosa permetria una il·lusió de moviment continu. No obstant això, aquesta no va ser la càmera amb què Le Prince va produir el seu primer film, sinó que ho va fer amb dues càmeres que només comptaven amb una única lent cadascuna. Aquest primer film va ser rodat el dia 14 d'octubre de 1888, quan Le Prince ja havia tornat a Leeds; té una duració 2, 11 segons i es va anomenar Roundhay garden scene. A la tardor d'aquell mateix any, Le Prince va filmar una altra seqüència anomenada El pont de Leeds, en la qual va modificar lleugerament el sistema per poder arribar als setze fotogrames per segon que s'havia proposat. Només va poder aconseguir set fotogrames per segon, però, tot i això, la pel·lícula feia sensació de moviment. Així doncs, amb aquestes dues produccions, Le Prince va avançar-se uns quants anys a altres personalitats més il·lustres i conegudes com a Thomas Alva Edison, que va realitzar la seva primera pel·lícula l'any 1891, o els Germans Lumière, que van començar a tractar les imatges en moviment el 1892.
L'any 1889, Le Prince va descobrir el nou medi que necessitava per aconseguir una millor sensació de moviment en les seves imatges: el cel·luloide. Mentre Le Prince experimentava a Leeds, la seva família seguia a Nova York. Aparentment, degut a problemes financers, l'estiu de 1890, Le Prince es disposava a tornar a Nova York. Aquell mateix agost, va viatjar a França amb uns amics i va visitar al seu germà a Dijon. El dia 16 de setembre va ser vist per última vegada a un tren que anava de Dijon a París.

## La seva misteriosa desaparició
El 16 de setembre de 1890, Louis Le Prince pujava a un tren a Dijon, on vivia el seu germà, amb destinació a París, des d'on tenia la intenció de viatjar a Anglaterra i, posteriorment, als Estats Units d'Amèrica, per presentar al món allò en què portava treballant molts anys, la seva càmera cinematogràfica. No obstant això, Le Prince, que se sàpiga, no va baixar mai d'aquell tren.
Ni la policia francesa, ni la Scotland Yard, ni tan sols la mateixa família del desaparegut van ser capaços de trobar amb les seves exhaustives cerques cap rastre de Le Prince. Dins el vagó del tren no es va trobar cap pista que pogués resoldre el cas de la desaparició, així com tampoc es van trobar rastres de l'home o del seu equipatge a les vies del tren. A més a més,cap passatger recordar haver escoltat cap forcejament o discussió provinent de l'habitació de l'home, la porta de la qual romania tancada.
Malgrat no existeixen pistes demostrables en el cas de la misteriosa desaparició de Louis Le Prince, s'han proposat diverses teories que podrien explicar d'alguna manera l'esdeveniment:

### 1. El suïcidi perfecte

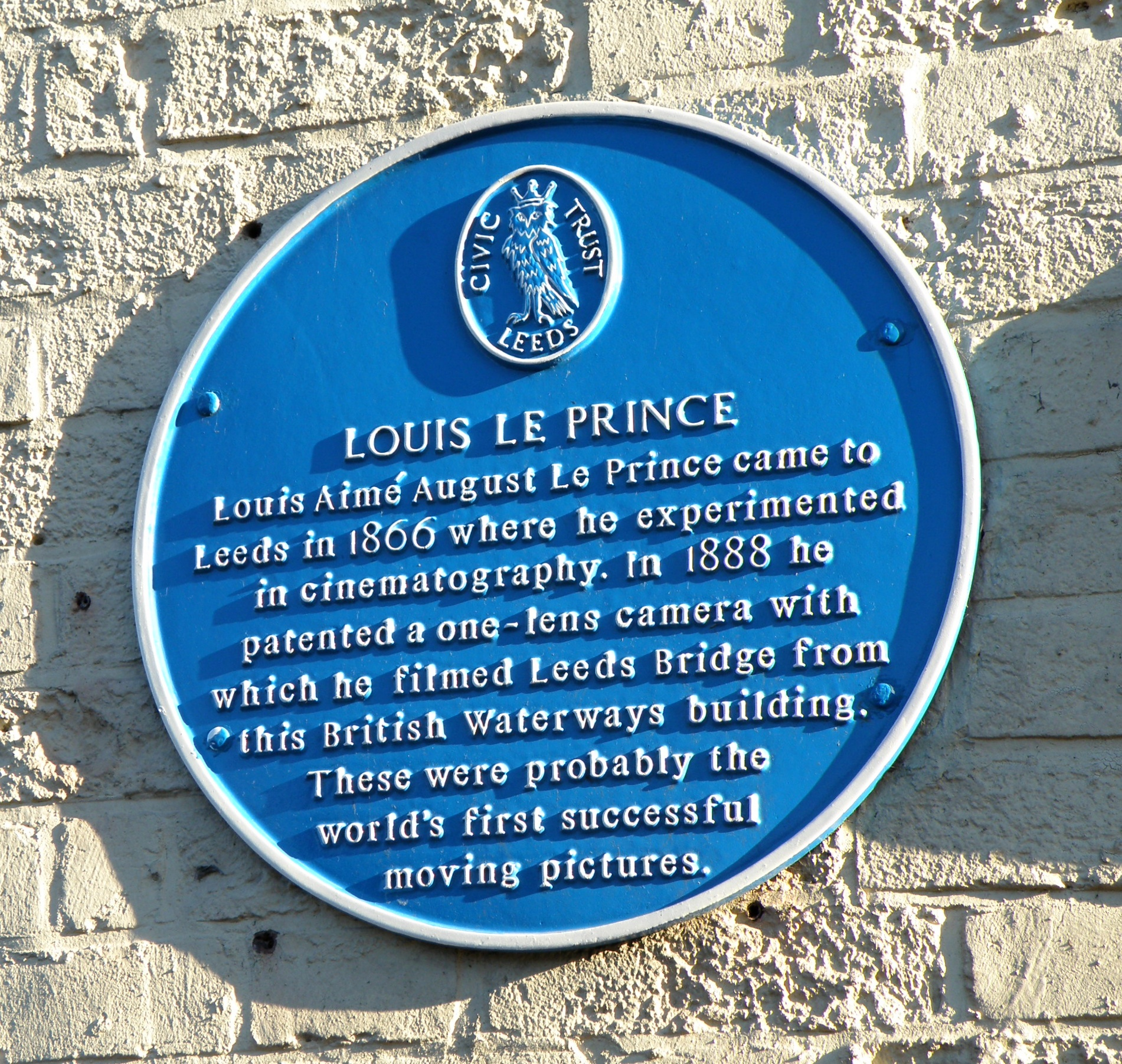
Placa commemorativa de Louis Le Prince a Leeds.

D'acord amb diverses versions i testimonis, Le Prince es trobava a vora de la fallida econòmica i havia considerat suïcidar-se anteriorment, per la qual cosa podria haver planejat tot de tal manera que les seves restes no fossin mai trobades. No obstant això, aquesta versió s'ha posat en dubte per molts investigadors que asseguren que els negocis de Le Prince eren rendibles i que estava orgullós dels seus invents.

### 2. Assassinat motivat per la guerra de patents
En el llibre i documental de l'any 1990, The Missing Reel, Christopher Rawlence persegueix la teoria d'assassinat darrere la desaparició de Le Prince i exposa les sospites que tenia la família de que aquest hagués estat assassinat a conseqüència de la obsessió que tenia Edison per les patents. Quan Le Prince va desaparèixer, estava a punt de patentar a Londres el seu projector creat l'any 1889, per exhibir-lo seguidament a Nova York. Així doncs, segons aquesta teoria, Edison hauria encarregat l'assassinat de Le Prince per poder fer-se amb la seva patent i ser reconegut com el primer en aconseguir enregistrar imatges en moviment.
Cal destacar que l'any 1898, el fill gran de Le Prince, Adolphe, qui va ajudar el seu pare en molts dels seus experiments, va ser cridat com a testimoni per l'American Mutoscope Company en el litigi contra Thomas Edison. Mutoscope pretenia anul·lar les reclamacions d'Edison, que assegurava haver inventat la primera càmera d'imatge en moviment, a través de la citació dels invents reeixits de Le Prince. No obstant això, el cas es va resoldre a favor d'Edison, i dos anys més tard, Adolphe Le Prince era trobat sospitosament assassinat a Fire Island, Nova York.

### 3. Desaparició ordenada per la família
Aquesta teoria suggereix que Le Prince era homosexual i que hauria sigut obligat per la seva família a fingir la seva desaparició. D'acord amb aquesta versió, Le Prince s'hauria mudat a Chicago, on hauria mort l'any 1898. No obstant això, no existeixen proves fefaents que puguin demostrar ni la seva mort a Chicago, ni el fet que fos homosexual.

### 4. Fratricidi, assassinat per diners
Una altra teoria que s'ha proposat és que Le Prince fou assassinat pel seu propi germà. Aquesta teoria és exposada, per exemple, l'any 1967, pel teòric cinematogràfic Jean Mitry a Histoire du cinéma. S'ha conjecturat que Le Prince hagués acudit a veure el seu germà per resoldre un tema relacionat amb l'herència de la seva mare, la qual cosa, tenint en compte que el germà de Le Prince testimoniava ser l'última persona que va veure a Le Prince a l'estació de Dijon abans de la seva desaparició, podria haver desencadenat realment en aquest fatal desenllaç a causa del desacord entre ambdós. D'acord amb aquesta teoria, Le Prince no hauria arribat mai a pujar a aquell tren on se suposa que va desaparèixer.
Louis Le Prince va ser declarat oficialment mort l'any 1897.
Cal mencionar també que, l'any 2003, es va trobar una foto datada al 1890 als arxius de la policia de París d'un home ofegat que s'assemblava força a Le Prince.

## Reconeixement tardà[calcitació]
Tot i que l'assoliment al que va arribar Le Prince avui dia resulta indiscutible, durant molt de temps el seu treball va restar a l'oblit. La seva desaparició just abans de la que anava a ser la primera demostració pública del resultat d'anys de treball dur en el seu taller de Leeds i de proves realitzades a l'Institut de Nova York per a Sords, juntament amb la imparable dominació i influència del seu rival Thomas Edison en l'àmbit de les imatges en moviment, va allunyar a Le Prince d'aconseguir aquest reconeixement que es mereixia en l'època.
Als EUA, consideren a Thomas Edison inventor del cinema per l'explotació comercial del seu Quinetoscopi l'abril de 1894. En canvi, a França, són els Germans Lumière als qui se'ls atribueix la invenció del cinema per la creació del Cinematògraf i la primera projecció d'una pel·lícula en pantalla davant d'un públic a París, l'any 1895. Així doncs, juntament amb Le Prince, altres inventors com Léon Bouly, que va patentar el primer dispositiu amb el nom "Cinématographe" l'any 1892, la patent del qual va quedar venuda poc després als Germans Lumière, no van ser mai acreditats per les seves aportacions al món cinematogràfic.
No obstant això, a Leeds, al Regne Unit, Louis Le Prince és considerat un heroi local. El 12 de desembre de 1930, l'alcalde de Leeds desvetllava una placa commemorativa de bronze on es trobava el taller de Le Prince. A més a més, l'any 2003, la University's Centre for Cinema, Photography and Television era nomenada en el seu honor i, actualment, les seves històriques imatges en moviment es mostren al cinema del museu Armley Mills Industrial Museum, a Leeds.
A França, també va néixer una associació en honor de Le Prince, amb el nom de L'Association des Amis de Le Prince, la qual encara avui dia existeix a Lyon.
L'any 1990, Christopher Rawlence va escriure The Missing Reel, The Untold Story of the Lost inventor of Moving Pictures i va produir el programa televisiu The Missing Reel ; que plasmava la vida de Le Prince.
L'any 1992, el cineasta japonès Mamoru Oshii, va dirigir Talking Head, un llargmetratge avantguardista que ret homenatge a les figures amb final tràgic dins el món de la cinematografia com George Eastman, Georges Méliès, o el mateix Louis Le Prince, al qual Oshii acredita com al veritable inventor de la imatge en moviment.
El 2013, es començava a produir un llargmetratge documental sobre la vida i les invencions de Le Prince, The First Film, que incloïa nou material d'investigació i documentació del inventor i les seves patents. Va ser produït i dirigit per David Nicholas Wilkinson, que condueix a l'espectador per un viatge envers la veritat. The First Film utilitza molts historiadors eminents per explicar la història de Le Prince, com per exemple, Michael Harvey, Stephen Herbert, Mark Rance o Tony Earnshaw. La pel·lícula es va projectar per primer cop el juny de 2015 al Festival de Cinema d'Edimburg i va ser estrenada en els cinemes anglesos el 3 de juliol de 2015. Més tard, va arribar al Canadà, Rússia, Irlanda, Bèlgica i als EEUU,on inclòs s'ha projectat a la Morris-Jumel Mansion a Nova York, el mateix lloc on Le Prince hauria d'haver projectat les seves pel·lícules si no hagués desaparegut 126 anys enrere.

## Càmeres i projectors de Le Prince
| Model             | Especificacions | Disseny         | Manufacturació | Patents |
| ----------------- | --- | --------------- | -------------- | --- |
| LPCC Type-16      | Patent: "Aparell per produir imatges en moviment" Denominació: Càmera de 16 lents de Le Prince, designada per ell com "receptor" Imatges per segon: 16 f/s Pel·lícula: pel·lícula de paper d'Eastman Kodak 1885 | Nova York, 1886 | París, 1887    | Patent: No.376,247/217,809 Emesa: 2 de novembre de 1886 a Washington Acceptada: 10 de gener de 1888 a Washington |
| LPCCP Type-1 Mkl  | Patent: "Mètode i aparell per a la projecció d'imatges en moviment tenint en compte l'adaptació als escenaris operístics" Denominació: Càmera Mkl de una única lent de Le Prince, designada per ell com a "receptor". Imatges per segon: 10-12 f/s | Nova York, 1886 | Leeds, 1887    | Patent: No.423/425 Emesa: 2 de novembre de 1886 a Washington. Rebutjada: 10 de gener de 1888 a Washington. Emesa: 10 de gener de 1888 a Londres. Acceptada: 16 de novembre de 1888 a Londres. Emesa: 11 de gener de 1888 a París. Acceptada: juny de 1890 a París. |
| LPCCP Type-1 MkII | Patent: "Mètode i aparell per a la projecció d'imatges en moviment tenint en compte l'adaptació als escenaris operístics" Denomincaió: Càmera Mkll de dues lents de Le Prince, designada per ell com a "receptor" Imatges per segon: 20 f/s (ajustable) Lents: Visor (superior) i Fotogràfic(inferior) Pel·lícula: pel·lícula de paper sensibilitzat i pel·lícula de gelatina Enfocament: palanca | 1888            | Leeds, 1888    | Patent: No.188,089 Emesa: 10 de gener de 1888 a Londres. Acceptada: 16 de novembre de 1888 a Londres. Emesa: 11 de gener de 1888 a París. Acceptada: juny de 1890 a París.                                                                                         |
| LPP Type-3        | Projector de 3 lents |                 |                | |